# Herb gminy Solina
Herb gminy Solina – symbol gminy Solina.

## Wygląd i symbolika
Herb przedstawia na tarczy w polu błękitnym srebrny pas, nad nim dwa złote szczyty górskie, a pod nim srebrny zdrój. Jest to nawiązanie do atrakcji turystycznych gminy: pas do zapory w Solinie i Zalewu Solińskiego, szczyty do pobliskich gór, a źródło do uzdrowiska Polańczyk.